# Aristida circinalis
Aristida circinalis là một loài thực vật có hoa trong họ Hòa thảo. Loài này được Lindm. mô tả khoa học đầu tiên năm 1900.